# Mallota takasagensis
Mallota takasagensis är en tvåvingeart som beskrevs av Matsumura 1916. Mallota takasagensis ingår i släktet hålblomflugor, och familjen blomflugor. Inga underarter finns listade i Catalogue of Life.